# Brezovica pri Ljubljani
Brezovica pri Ljubljani este o localitate din comuna Brezovica, Slovenia, cu o populație de 3.321 de locuitori.